# Bệnh Whitmore
Bệnh Whitmore (hay bệnh Melioidosis) là một bệnh truyền nhiễm gây ra bởi một loại vi khuẩn gram âm có tên Burkholderia pseudomallei. Các dấu hiệu và triệu chứng có thể không có hoặc mức độ nhẹ như sốt, đổi màu da, viêm phổi và áp xe, đến mức độ nặng với viêm não, viêm khớp và huyết áp thấp nguy hiểm có thể dẫn đến tử vong.
Vi khuẩn gây bệnh có thể lây truyền qua vết thương, hít phải hoặc nuốt phải nước bị ô nhiễm. Bệnh này rất khó lây nhiễm từ người sang người hoặc từ động vật sang người. Các ca bệnh ghi nhận liên tục xuất hiện ở Đông Nam Á, đặc biệt là ở đông bắc Thái Lan và bắc Australia.  Ở các nước phát triển như Châu Âu và Hoa Kỳ, các trường hợp mắc bệnh Whitmore thường bị lây nhiễm từ các quốc gia nơi bệnh Whitmore phổ biến hơn. Bệnh này thường được chẩn đoán dựa vào sự tăng trưởng của vi khuẩn trong môi trường tăng trưởng.  Cần phân biệt bệnh Whitmore với bệnh lao vì cả hai đều có chung các dấu hiệu và triệu chứng với kết quả chụp X quang ngực tương tự. Nếu bệnh được điều trị đúng cách, tỷ lệ tử vong là 10%, nhưng nếu bệnh nếu điều trị không đúng cách, tỷ lệ tử vong có thể hơn 40%.
Các cách phòng bệnh bao gồm: mặc đồ bảo hộ trong khi xử lý nước hoặc thiết bị bị ô nhiễm, tránh tiếp xúc trực tiếp với đất, nước hoặc mưa lớn, thực hành vệ sinh tay và uống nước đun sôi. Thuốc Co-trimoxazole kháng sinh chỉ được sử dụng cho những người có nguy cơ cao mắc bệnh sau khi tiếp xúc với vi khuẩn.  Hiện tại vẫn chưa có vắc-xin cho bệnh Whitmore.  Có thể điều trị nếu bị nhiễm bằng ceftazidime, meropenem và co-trimoxazole.
Ước tính có 165.000 người bị nhiễm Whitmore mỗi năm, và có đến khoảng 89.000 ca tử vong mỗi năm. Lượng mưa tăng có liên quan đến sự gia tăng số trường hợp nhiễm Whitmore. Bệnh được mô tả lần đầu tiên bởi Alfred Whitmore vào năm 1912 tại Miến Điện (Myanmar ngày nay).

## Dấu hiệu và triệu chứng

### Triệu chứng
Hầu hết những người tiếp xúc với B. pseudomallei đều không có triệu chứng. Đối với những người xuất hiện các triệu chứng, 85% trải qua bệnh Melioidosis cấp tính. Thời gian ủ bệnh trung bình của bệnh Melioidosis cấp tính là 9 ngày (khoảng 1 – 21 ngày). Tuy nhiên, các triệu chứng của bệnh Melioidosis có thể xuất hiện trong 24 giờ đối với những người bị đuối nước gần chết.  Những người bị ảnh hưởng có triệu chứng nhiễm trùng huyết (chủ yếu là sốt), có hoặc không có viêm phổi, hoặc áp xe cục bộ hoặc tập trung của nhiễm trùng. Sự xuất hiện của các dấu hiệu và triệu chứng không rõ ràng khiến bệnh này được mệnh danh là "Người bắt chước hoàn hảo".
Những người bị đái tháo đường hoặc tiếp xúc thường xuyên với vi khuẩn có nguy cơ cao mắc bệnh Melioidosis. Bệnh này nên được chẩn đoán và theo dõi đối với bất cứ ai ở trong các khu vực ổ dịch bị sốt, viêm phổi hoặc áp xe ở gan, lá lách, tuyến tiền liệt hoặc tuyến mang tai. Biểu hiện lâm sàng của bệnh có thể từ thay đổi màu da đơn giản đến các vấn đề nghiêm trọng về cơ quan nội tạng.  Ở miền bắc Australia, 60% trẻ em bị nhiễm chỉ bị tổn thương da, trong khi 20% bị viêm phổi. Các bộ phận phổ biến nhất bị ảnh hưởng là: gan, lá lách, phổi, tuyến tiền liệt và thận. Trong số các dấu hiệu lâm sàng, phổ biến nhất là nhiễm trùng máu (hiện có ở 40 đến 60% số người được chẩn đoán mắc bệnh Melioidosis), viêm phổi (50%) và sốc nhiễm trùng (20%).  Những người có biểu hiện sốc nhiễm trùng cùng với viêm phổi có thể bị ho nhẹ. Tuy nhiên, những người bị viêm phổi chỉ có thể bị ho có đờm và khó thở. Kết quả chụp X-quang ngực có thể bao gồm từ thâm nhiễm hạch lan tỏa ở những người bị sốc nhiễm trùng, đến xơ phổi tiến triển ở thùy trên đối với những người chỉ bị viêm phổi. Bệnh này ảnh hưởng nặng đến thùy dưới phổi khi có dịch thừa trong khoang màng phổi và tụ mủ trong khoang. Do đó, Melioidosis cần được phân biệt với bệnh lao vì cả hai bệnh đều cho thấy những thay đổi phóng xạ ở thùy trên của phổi.  Trong 10% các trường hợp, có xuất hiện viêm phổi thứ phát do vi khuẩn khác gây ra sau khi bị nhiễm trùng tiên phát.
Tùy thuộc vào quá trình nhiễm trùng, các biểu hiện nghiêm trọng khác có thể xuất hiện. 1% đến 5% những người bị nhiễm phát triển thành viêm não hoặc áp xe não; 14 đến 28% bị viêm khuẩn thận, áp xe thận hoặc áp xe tuyến tiền liệt; 0 đến 30% phát triển áp xe cổ hoặc tuyến nước bọt; 10 đến 33% bị áp xe gan, lách; 4 đến 14% bị viêm khớp nhiễm trùng và viêm tủy xương. Các biểu hiện hiếm gặp khác bao gồm bệnh hạch bạch huyết giống như bệnh lao, khối trung thất, thu dịch trong tim, giãn mạch máu bất thường do nhiễm trùng,  và viêm tụy.  Ở Úc, có tới 20% nam giới bị nhiễm bệnh áp xe tuyến tiền liệt, có các biểu hiện như đau khi đi tiểu, khó đi tiểu và bí tiểu cần phải đặt ống thông tiểu.  Kiểm tra trực tràng cho thấy tuyến tiền liệt mềm và bình thường.  Tại Thái Lan, 30% trẻ em bị nhiễm bệnh áp xe.  Khả năng nhiễm trùng mắt, chẳng hạn như áp xe kết mạc phụ và viêm mô tế bào quỹ đạo cũng có thể xảy ra. Viêm não có thể xảy ra ở những người khỏe mạnh mà không đi kèm bất cứ dấu hiệu nào. Những người bị viêm não Melioidosis có kết quả chụp cắt lớp vi tính (CT) bình thường nhưng tín hiệu T2 tăng khi chụp hình ảnh cộng hưởng từ (MRI), kéo dài đến thân não và tủy sống. Các dấu hiệu lâm sàng bao gồm: yếu tế bào thần kinh vận động trên đơn phương, dấu hiệu tiểu não và liệt dây thần kinh sọ (VI, VII liệt dây thần kinh và bại liệt). Một số trường hợp tê liệt đơn thuần được ghi nhận.  Ở miền bắc Australia, tất cả các bệnh Melioidosis với các trường hợp viêm não mô cầu đều tăng các tế bào trắng trong dịch não tủy (CSF), đo 30 đến 775 tế bào trên mỗi microlit, chủ yếu là các tế bào đơn nhân. Protein CSF có thể tăng lên với mức glucose bình thường.

### Mạn tính
Melioidosis mãn tính thường được xác định dựa vào các triệu chứng kéo dài hơn hai tháng và xảy ra ở khoảng 10% bệnh nhân. Biểu hiện lâm sàng của bệnh Melioidosis mạn tính là protean, đi kèm các biểu hiện khác như nhiễm trùng da mãn tính, nốt phổi mãn tính và viêm phổi. Đặc biệt, bệnh Melioidosis mãn tính có triệu chứng giống hệt bệnh lao, và đôi khi được gọi là "bệnh lao Việt Nam". Các biểu hiện lâm sàng khác bao gồm: sốt, giảm cân, ho có hoặc không có đờm, có máu và có áp xe lâu dài ở nhiều vị trí cơ thể.

### Dấu hiệu tiềm ẩn
Trong nhiễm trùng tiềm ẩn, những người suy giảm miễn dịch có thể khỏi nhiễm trùng mà không có bất kỳ triệu chứng nào. Số trường hợp tái phát bệnh sau thời gian dài ít hơn 5%. Bệnh nhân bị Melioidosis tiềm ẩn có thể không có triệu chứng trong nhiều thập kỷ.  Ban đầu, người ta cho rằng khoảng thời gian dài nhất giữa phơi nhiễm và biểu hiện lâm sàng (thời gian trễ) là 62 năm trên một tù nhân chiến tranh ở Miến Điện - Thái Lan - Malaysia. Tuy nhiên, kiểu gen tiến hóa của vi khuẩn phân lập từ cựu chiến binh Việt Nam cho thấy rằng phân lập có thể không đến từ Đông Nam Á, mà từ Nam Mỹ. Điều này chứng minh cho một báo cáo khác nói rằng thời gian trễ dài nhất cho bệnh Melioidosis là 29 năm. Khả năng ủ bệnh kéo dài được ghi nhận trên cơ thể các quân nhân Hoa Kỳ tham gia Chiến tranh Việt Nam, và được gọi là "quả bom hẹn giờ của Việt Nam". Ở Úc, thời gian trễ dài nhất được ghi nhận là 24 năm. Các bệnh đi kèm khác nhau như bệnh tiểu đường, suy thận và nghiện rượu có thể dẫn đến việc tái phát bệnh Melioidosis.

## Nguyên nhân

### Vi khuẩn
Bệnh melioidosis được gây ra bởi vi khuẩn gram âm, di động, hoại sinh có tên là Burkholderia pseudomallei. Các vi khuẩn thường được tìm thấy trong môi trường tự nhiên, cũng có thể thấy từ mầm bệnh nội bào cơ hội, tiềm ẩn. Vi khuẩn phát ra mùi đất mạnh sau 24 đến 48 giờ ủ. B. pseudomallei sản xuất ra polysacarit glycocalyx tạo khả năng kháng nhiều loại kháng sinh. Nó thường kháng với kháng sinh gentamicin và colistin nhưng nhạy cảm với amoxicillin / axit clavulanic (co-amoxiclav). B. pseudomallei là mầm bệnh cấp 3 theo thang an toàn sinh học đòi hỏi phải xử lý tại phòng thí nghiệm chuyên ngành. Ở động vật, một sinh vật tương tự có tên Burkholderia mallei là tác nhân gây bệnh loét mũi truyền nhiễm.  B. pseudomallei có thể phân biệt được với một loài khác có liên quan chặt chẽ, nhưng ít gây bệnh hơn là B. thailandensis bởi khả năng đồng hóa arabinose.  B. pseudomallei có khả năng thích nghi cao với các môi trường vật chủ khác nhau, từ bên trong bào tử nấm mycorrhizal đến amip.  Khả năng thích ứng của nó có thể duy trì sự sinh tồn trong cơ thể con người.
Bộ gen của B. pseudomallei bao gồm hai bản sao: nhiễm sắc thể 1 mã hóa các chức năng vệ sinh của vi khuẩn như tổng hợp thành tế bào, di động và trao đổi chất; nhiễm sắc thể 2 mã hóa các chức năng cho phép vi khuẩn thích nghi với các môi trường khác nhau. Sự biến đổi gen giữa các vi khuẩn đã tạo ra bộ gen biến đổi cao ở B. pseudomallei. Úc đã được đề xuất là nguồn dự trữ lâu dài cho B. pseudomallei vì tính biến đổi di truyền cao của vi khuẩn được tìm thấy ở khu vực này. Vi khuẩn được phân lập từ Châu Phi, Trung và Nam Mỹ dường như có chung một tổ tiên ở thế kỷ 17 đến 19. B. mallei là một bản sao của B. pseudomallei đã mất một phần trong bộ gen của nó khi nó thích nghi để sống độc lập trên động vật có vú.

### Lây lan
Vi khuẩn có thể xâm nhập vào cơ thể thông qua các vết thương, hít phải hoặc nuốt phải nước bị ô nhiễm. Truyền từ người sang người là cực kỳ hiếm. Melioidosis là bệnh được ghi nhận ở động vật bao gồm mèo, dê, cừu và ngựa. Gia súc, trâu nước và cá sấu được coi là có khả năng chống lại bệnh melioidosis mặc dù chúng thường xuyên tiếp xúc với bùn. Chim cũng được coi là có khả năng kháng melioidosis. Truyền từ động vật sang người là hiếm.
B. pseudomallei thường được tìm thấy trong đất và nước mặt, và có nhiều nhất ở độ sâu 10 cm đến 90 cm. Nó đã được tìm thấy trong đất, ao, suối, hồ, nước tù đọng và ruộng lúa. B. pseudomallei có thể tồn tại trong điều kiện nghèo dinh dưỡng như nước cất, sa mạc và đất cạn kiệt chất dinh dưỡng trong hơn 16 năm.  Nó cũng có thể tồn tại trong dung dịch sát trùng và chất tẩy rửa, môi trường axit có độ pH lên tới 4,5 trong 70 ngày trong phạm vi nhiệt độ từ 24 °C (75,2 °F) đến 32 °C (89,6 °F). Tuy nhiên, vi khuẩn không tồn tại khi có ánh sáng cực tím.  Do đó, tiền sử tiếp xúc với đất hoặc nước mặt là gần như chắc chắn ở bệnh nhân bị bệnh melioidosis; chứng tỏ rằng, phần lớn bệnh nhân tiếp xúc với đất bị nhiễm bệnh không bị ảnh hưởng. Ngay cả trong một khu vực, sự phân bố của B. pseudomallei trong đất có thể rất ngẫu nhiên, có thể là do cạnh tranh với các loài Burkholderia khác. Nước ngầm bị ô nhiễm có liên quan đến một vụ dịch bệnh ở miền bắc Australia. Bệnh cũng có liên quan đến các sự kiện thời tiết khắc nghiệt như lũ lụt, sóng thần  và bão. Việc clo hóa không đủ cho nguồn cung nước có liên quan đến sự bùng phát của B. pseudomallei ở Bắc và Tây Úc. Các vi khuẩn cũng đã được tìm thấy trong một nguồn cung nước không có clo ở nông thôn Thái Lan. Chất lỏng tưới bị nhiễm B. pseudomallei có liên quan đến nhiễm trùng vết thương tại bệnh viện.  Dựa trên toàn bộ trình tự bộ gen của vi khuẩn, con người có thể đóng vai trò trong việc di chuyển B. pseudomallei từ nơi này đến nơi khác.
Sự lây lan qua đường hô hấp của bệnh Melioidosis lần đầu tiên được phát hiện trên những người lính tiếp xúc với bụi dưới cánh quạt máy bay trực thăng trong Chiến tranh Việt Nam. Sau đó, họ đã lây lan bệnh viêm phổi Melioidosis. Sự tham gia của các hạch bạch huyết trong trung thất có thể xảy ra trong viêm phổi do Melioidosis. Các nghiên cứu trên động vật cũng chỉ ra rằng hít phải B. pseudomallei có liên quan đến tỷ lệ tử vong cao.

## Sinh bệnh học
B. pseudomallei có khả năng lây nhiễm các loại tế bào khác nhau và tránh được các phản ứng miễn dịch của con người. Vi khuẩn đầu tiên xâm nhập vào một vết vỡ trên da hoặc màng nhầy và nhân lên trong các tế bào biểu mô.  Từ đó, họ sử dụng sự di chuyển của tiên mao để lây lan và lây nhiễm các loại tế bào khác nhau. Trong dòng máu, vi khuẩn có thể lây nhiễm cả phagocytes và non-phagocytes. B. pseudomallei sử dụng tiên mao để di chuyển gần tế bào chủ, sau đó gắn vào các tế bào sử dụng các loại protein bám dính khác nhau, bao gồm cả loại IV tiêm mao protein Pila cũng như protein bám dính BoaA và BoaB. Ngoài ra, sự bám dính của vi khuẩn một phần phụ thuộc vào sự hiện diện của protein chủ thụ thể kích hoạt Protease-1 có trên bề mặt tế bào nội mô, tiểu cầu và bạch cầu đơn nhân.  Sau khi bám dính, vi khuẩn xâm nhập vào tế bào chủ thông qua nhập bào, kết thúc di chuyển bên trong một túi nội tiết. Khi mụn nước axit hóa, B. pseudomallei sử dụng hệ bài tiết Loại 3 (T3SS) để tiêm protein vào tế bào chủ, phá vỡ túi nội tiết và cho phép vi khuẩn trốn vào tế bào chất vật chủ.  Trong tế bào chất của vật chủ, vi khuẩn tránh bị giết bởi vật chủ bằng cách sử dụng các protein effector T3SS khác nhau, bao gồm cả BopA.  Các vi khuẩn nhân lên trong tế bào chất của vật chủ.
Bên trong tế bào chủ, vi khuẩn di chuyển bằng cách tạo ra nhân bản của Actin chủ phía sau chúng, đẩy vi khuẩn về phía trước. Khả năng vận động qua trung gian Actin này được thực hiện với BimA tương tác với Actin ở đầu đuôi của vi khuẩn.  Được thúc đẩy bởi Actin, vi khuẩn đẩy vào màng chủ, tạo ra các tế bào kéo dài vào các tế bào lân cận. Những phần lồi ra làm cho các tế bào lân cận hợp nhất, dẫn đến sự hình thành các tế bào khổng lồ đa nhân (MNGCs). Khi MNGCs hình thành, chúng tạo thành các mảng (một khu vực trung tâm rõ ràng với một vòng các tế bào hợp nhất) cung cấp nơi trú ẩn cho vi khuẩn để tiếp tục nhân lên hoặc nhiễm trùng tiềm ẩn. Quá trình tương tự ở các tế bào thần kinh bị nhiễm bệnh cho phép vi khuẩn di chuyển qua rễ thần kinh ở tủy sống và não, dẫn đến viêm não và tủy sống.  Bên cạnh việc lây lan từ tế bào này sang tế bào khác, vi khuẩn cũng có thể lây lan qua dòng máu, gây nhiễm trùng huyết. Các vi khuẩn có thể tồn tại trong các tế bào trình diện kháng nguyên và tế bào tua. Do đó, các tế bào này hoạt động như phương tiện vận chuyển vi khuẩn vào hệ bạch huyết, gây ra sự phát tán rộng rãi của vi khuẩn trong cơ thể người.
Trong khi B. pseudomallei có thể tồn tại trong các tế bào thực bào, những tế bào này có thể tiêu diệt B. pseudomallei bằng một số cơ chế. Các đại thực bào được kích hoạt bởi interferon gamma (IFN) đã cải thiện việc tiêu diệt B. pseudomallei thông qua việc sản xuất nitric oxide synthase. Axit hóa nội nhũ và suy thoái của vi khuẩn cũng có thể tiêu diệt, tuy nhiên vi khuẩn và LPS làm cho B. pseudomallei chống lại sự thoái hóa lysosomal. Khi B. pseudomallei thoát vào cytosol của vật chủ, nó có thể được nhận ra bởi các thụ thể nhận dạng mẫu như các thụ thể giống NOD, kích hoạt sự hình thành các tế bào siêu nhỏ và kích hoạt caspase 1. Tuy nhiên, kích hoạt như vậy thay vì tiêu diệt vi khuẩn, nó gây ra cái chết nhanh chóng của tế bào chủ bởi bệnh pyroptosis.  Một số hệ thống phòng thủ máy chủ cũng góp phần vào phản ứng miễn dịch. B. pseudomallei kích hoạt cả hệ thống bổ sung và dòng đông máu, tuy nhiên viên nang vi khuẩn dày ngăn chặn sự lắng đọng của phức hợp tấn công màng bổ sung.
Các yếu tố bổ sung của hệ thống miễn dịch được kích hoạt như các thụ thể giống như tế bào chủ như TLR2, TLR4 và TLR5 nhận ra mô hình phân tử liên quan đến mầm bệnh của vi khuẩn như LPS và Flagella. Sự kích hoạt này dẫn đến việc sản xuất các cytokine như Interleukin 1 beta (IL-1β) và Interleukin 18 (IL-18). IL-18 tăng cường phát triển IFN thông qua các tế bào giết người tự nhiên trong khi IL-1beta làm giảm phát triển IFN. Các phân tử miễn dịch này thúc đẩy việc lưu chuyển các tế bào miễn dịch khác như bạch cầu trung tính, tế bào đuôi gai, tế bào B và tế bào T đến vị trí nhiễm trùng.  Các tế bào T có vai trò quan trọng khi kiểm soát B. pseudomallei; Số lượng tế bào T cao ở những người sống sót và số lượng tế bào T thấp có liên quan đến nguy cơ tử vong cao do bệnh melioidosis.  Mặc dù vậy, nhiễm HIV không phải là yếu tố nguy cơ của bệnh melioidosis. Mặc dù các đại thực bào cho thấy đáp ứng cytokine đã có sẵn ở những người bị nhiễm HIV, nhưng sự xâm nhập của vi khuẩn và tiêu diệt nội bào vẫn có hiệu quả.  Những người bị nhiễm B. pseudomallei phát triển kháng thể chống lại vi khuẩn, và những người sống ở vùng lưu hành bệnh có xu hướng có kháng thể chống B. pseudomallei trong máu. Tuy nhiên, hiệu quả của các kháng thể này trong việc ngăn ngừa melioidosis là không rõ ràng.
B. pseudomallei có thể tồn tại tiềm ẩn trong cơ thể con người từ 19 đến 29 tuổi cho đến khi bùng phát trong quá trình ức chế miễn dịch ở người hoặc phản ứng stress. Tuy nhiên, vị trí của vi khuẩn trong quá trình nhiễm trùng tiềm ẩn và cơ chế để chúng tránh được sự phản ứng miễn dịch trong nhiều năm đều không rõ ràng.  Một số các cơ chế đã được đề xuất là: cư trú trong nhân của tế bào để tránh bị tiêu hóa, bước vào giai đoạn tăng trưởng chậm hơn, kháng kháng sinh và thích nghi di truyền với môi trường vật chủ.  U hạt (chứa bạch cầu trung tính, đại thực bào, tế bào lympho và tế bào khổng lồ đa nhân) hình thành tại vị trí nhiễm trùng trong bệnh melioidosis có liên quan đến nhiễm trùng tiềm ẩn ở người.

## Chẩn đoán
Nuôi cấy vi khuẩn là cách chẩn đoán xác định bệnh melioidosis. B. pseudomallei không bao giờ là một phần của hệ thực vật trong con người. Do đó, bất kỳ sự tăng trưởng của vi khuẩn trong người đều nên được chẩn đoán là melioidosis. Máu người là mẫu vật quan trọng nhất để nuôi cấy vì vi khuẩn thường được tìm thấy trong máu. Các mẫu khác như họng, gạc trực tràng, mủ từ áp xe và đờm cũng có thể được sử dụng để nuôi cấy. Cấy máu có thể phát hiện dương tính trong 50 đến 60% trường hợp. Đối với những người bị nghi ngờ mắc bệnh melioidosis nhưng với nuôi cấy âm tính ban đầu, nên nuôi cấy lặp lại vì vi khuẩn có thể trở nên bùng phát sau đó. B. pseudomallei có thể được nuôi cấy trên môi trường thạch máu cừu, thạch MacConkey, môi trường Ashdown (chứa gentamicin),  hoặc nước Ashdown (chứa colistin). Các tấm thạch ủ bệnh melioidosis nên được ủ ở 37 °C (98,6 °F) trong không khí  và được kiểm tra hàng ngày liên tục trong bốn ngày. Trên đĩa thạch, B. pseudomallei tạo thành dạng kem, không tan máu, khuẩn lạc sau 2 ngày ủ. Sau 4 ngày ủ, khuẩn lạc xuất hiện khô và nhăn.  Các khuẩn lạc của B. pseudomallei được trồng trên môi trường Francis (phiên bản khác của môi trường Ashdown với nồng độ gentamicin tăng lên 8 mg/L) có màu vàng. Đối với các phòng thí nghiệm nằm ngoài khu vực ổ bệnh, có thể sử dụng agkholderia cepacia hoặc thạch chọn lọc Pseudomonas nếu không có môi trường Ashdown.  Điều quan trọng là phải phân biệt được sự phát triển của các loại vi khuẩn như Pseudomonas hoặc Bacillus spp. Bên cạnh đó, các xét nghiệm bổ sung khác có thể giúp xác định B pseudomallei trong nuôi cấy là chỉ số hồ sơ phân tích 20NE hoặc 20E kit sinh hóa. Đây là hệ thống sàng lọc để nhanh chóng xác định những người có khả năng nhiễm melioidosis cao. Hệ thống sàng lọc chứa thông tin về Nhuộm Gram, xét nghiệm oxyase, đặc điểm tăng trưởng điển hình và khả năng kháng một số loại kháng sinh của vi khuẩn.  Các phương pháp phân tử như đầu dò 16S rDNA và phản ứng chuỗi polymerase (PCR) cũng có thể được sử dụng để phát hiện B. pseudomallei trong nuôi cấy, nhưng chỉ có sẵn trong các phòng thí nghiệm nghiên cứu và tham khảo.
Các nghiên cứu tổng quát về máu cho thấy số lượng bạch cầu thấp (chỉ ra nhiễm trùng), men gan tăng, nồng độ bilirubin tăng (chỉ ra rối loạn chức năng gan) và tăng nồng độ urê và creatinine (chỉ ra rối loạn chức năng thận). Mức glucose trong máu thấp và nhiễm toan biểu hiện tiên lượng kém hơn ở những người bị nhiễm melioidosis.  Tuy nhiên, các xét nghiệm khác như protein phản ứng C (CRP) và nồng độ procalcitonin không đáng tin cậy trong việc dự đoán mức độ nghiêm trọng của nhiễm trùng melioidosis.
Bằng kính hiển vi, B. pseudomallei có dạng hình que gram âm, với một vết lưỡng cực có hình dạng tương tự như một chốt an toàn. Tuy nhiên, nhận dạng bằng kính hiển vi ánh sáng không đặc hiệu cũng không đủ độ nhạy. Tuy nhiên, kính hiển vi miễn dịch huỳnh quang tiếp cận 100% độ đặc hiệu nhưng chỉ đạt được độ nhạy dưới 50% trong việc phát hiện vi khuẩn từ mẫu vật lâm sàng. Một xét nghiệm miễn dịch dòng chảy bên đã được thử nghiệm nhưng không được đánh giá cao.
Xét nghiệm huyết thanh học như gián tiếp ngưng kết hồng cầu đã được sử dụng để phát hiện kháng thể chống lại B. pseudomallei. Tuy nhiên, xét nghiệm này có độ nhạy và độ đặc hiệu kém vì những người ở lại phía bắc Australia có tỷ lệ mắc bệnh melioidosis tương đương khi so sánh với Thái Lan nhưng có tỷ lệ huyết thanh thấp hơn 5%. Trong khi đó, những người ở lại Thái Lan có hiệu giá kháng thể cao. Do đó, Úc sử dụng điểm giới hạn kháng thể thấp ở 1:40 (nồng độ tối thiểu của một phần huyết thanh cần 40 phần chất pha loãng để tạo ra kết quả dương tính), trong khi ở Thái Lan, hiệu giá kháng thể cắt ở mức cao là 1:160 (một phần huyết thanh cần 160 phần chất pha loãng). Thái Lan cũng sử dụng xét nghiệm kháng thể miễn dịch huỳnh quang trực tiếp (IFAT) và ngưng kết latex. Trong IFAT, cả kháng nguyên B. pseudomallei và B. thailandensis đều có thể được sử dụng để định lượng lượng kháng thể được tạo ra để chống lại vi khuẩn. Do đó, các kết quả phải được giải thích một cách thận trọng vì có thể có phản ứng dương tính giả nếu trước đó có ai đó tiếp xúc với B. thailandensis không gây bệnh. Phản ứng ngưng kết latex rất có ích trong việc sàng lọc các khuẩn lạc B. pseudomallei bị nghi ngờ.  Một bộ ELISA thương mại cho bệnh melioidosis dường như hoạt động tốt  nhưng chưa có xét nghiệm ELISA nào được xác nhận lâm sàng như một công cụ chẩn đoán.
Không thể chẩn đoán melioidosis trên các nghiên cứu hình ảnh  (như tia X, siêu âm và CT scan),  nhưng có thể sử dụng hình ảnh thường xuyên để đánh giá mức độ lây lan của bệnh. Hình ảnh chụp ổ bụng bằng CT scan hoặc siêu âm được khuyến cáo sử dụng thường xuyên, vì áp xe có thể không rõ ràng trên lâm sàng và có thể cùng tồn tại với bệnh ở nơi khác. Chính quyền Úc đề nghị hình ảnh tuyến tiền liệt đặc biệt do tỷ lệ áp xe tuyến tiền liệt cao ở bệnh nhân phía bắc Australia. X-quang ngực cũng cần sử dụng thường xuyên cùng với các nghiên cứu khác như được chỉ định lâm sàng. Sự xuất hiện áp xe tổ ong trong gan được coi là đặc trưng, nhưng không phải là chẩn đoán.

## Phòng ngừa
Lây truyền từ người sang người là cực kỳ hiếm; và bệnh nhân bị melioidosis không được coi là bệnh nhân truyền nhiễm. Nhân viên phòng thí nghiệm nên xử lý B. pseudomallei trong điều kiện phân lập BSL-3, vì bệnh melioidosis mắc phải trong phòng thí nghiệm đã được mô tả. Cũng có một số trường hợp nhiễm melioidosis tại bệnh viện. Do đó, các nhà cung cấp chăm sóc sức khỏe nên được khuyến khích thực hành vệ sinh tay và phòng ngừa phổ quát.
Clo hóa nước quy mô lớn đã có hiệu quả trong việc làm giảm B. pseudomallei trong nước ở Úc. Ở các nước thu nhập trung bình và thấp, nên đun sôi nước trước khi tiêu thụ. Ở các nước thu nhập cao, nước có thể được xử lý bằng tia cực tím cho những người có nguy cơ mắc bệnh melioidosis. Những người có nguy cơ tiếp xúc với vi khuẩn cao nên mặc đồ bảo hộ (như ủng và găng tay) trong khi làm việc. Những người ở trong các khu vực lưu hành ổ dịch nên tránh tiếp xúc trực tiếp với đất và tiếp xúc ngoài trời với mưa lớn hoặc mây bụi. Khuyến khích sử dụng nước đóng chai hoặc nước đun sôi.

### Phòng ngừa sau phơi nhiễm
Sau khi tiếp xúc với B. pseudomallei (đặc biệt sau tai nạn trong phòng thí nghiệm), nên điều trị bằng co-trimoxazole. Ngoài ra, co-amoxiclav và doxycycline có thể được sử dụng cho những người bị dị ứng với co-trimoxazole. Vì co-trimoxazole có thể gây ra tác dụng phụ nghiêm trọng, chỉ những người có nguy cơ cao mới có xu hướng điều trị như vậy. Thay vào đó, những người có nguy cơ thấp sẽ được theo dõi thường xuyên.

### Tiêm phòng
Có một vài mẫu vắc-xin đang được nghiên cứu; nhưng kể từ năm 2018, chưa có vắc-xin nào được chấp thuận cho sử dụng phổ biến. Có một dự đoán rằng khi vắc-xin được cấp phép, những hạn chế về tài chính sẽ khiến việc tiêm vắc-xin trở thành một yếu tố không thực tế đối với nhiều quốc gia đang bị tỷ lệ mắc bệnh melioidosis cao.

## Điều trị
Việc điều trị melioidosis được chia thành hai giai đoạn: giai đoạn tăng cường tiêm tĩnh mạch và giai đoạn tiệt trừ để ngăn ngừa tái phát. Việc lựa chọn kháng sinh phụ thuộc vào mức độ nhạy cảm của vi khuẩn với các loại kháng sinh khác nhau. B. pesudomallei thường nhạy cảm với ceftazidime, meropenem, imipenem và co-amoxiclav. Những loại thuốc này được tạo ra để tiêu diệt vi khuẩn. B. pseudomallei cũng nhạy cảm với doyxcycline, chloramphenicol và co-trimoxazole. Những loại thuốc này được thiết kế để ức chế sự phát triển của vi khuẩn. Tuy nhiên, vi khuẩn kháng với penicillin, ampicillin, cephalosporin thế hệ 1 và 2, gentamicin, streptomycin, tobramycin, macrolide và polymyxin. Mặt khác, B. pseudomallei phân lập từ khu vực Sarawak, Malaysia dễ bị gentamicin.  Liệu pháp tối ưu cho bệnh melioidosis đã được xác định là kết quả từ các thử nghiệm lâm sàng ở Thái Lan.

### Giai đoạn chuyên sâu
Ceftazidime tiêm tĩnh mạch là loại thuốc hiện tại và lựa chọn điều trị melioidosis cấp và nên được dùng trong ít nhất 10 đến 14 ngày. Meropenem, imipenem,  và cefoperazone kết hợp sulbactam (Sulperazone) cũng có hiệu quả. quả. ☃☃ Có thể sử dụng amoxicillin-clavulanate tiêm tĩnh mạch (co-amoxiclav) nếu không có thuốc nào trong bốn loại thuốc trên.  Co-amoxiclav tạo ra hiệu quả tương tự như ceftazidime trong việc ngăn ngừa tử vong. Kháng sinh tiêm tĩnh mạch được tiêm tối thiểu từ 10 đến 14 ngày. Thời gian sốt kéo dài trung bình ở người có bệnh melioidosis là 9 ngày.
Meropenem là liệu pháp kháng sinh được sử dụng nhiều đối với bệnh melioidosis thần kinh và những người bị sốc nhiễm trùng được đưa vào các đơn vị chăm sóc tích cực. Co-trimoxazole được khuyên dùng cho người bệnh melidosis thần kinh, viêm tủy xương, viêm khớp nhiễm trùng, nhiễm trùng da và đường tiêu hóa, và áp xe sâu. Đối với các bệnh nhiễm trùng sâu như áp xe nội tạng, viêm tủy xương, viêm khớp nhiễm trùng và bệnh melioidosis thần kinh, thời gian dùng kháng sinh nên kéo dài hơn (tối đa 4 đến 8 tuần). Thời gian để hạ sốt có thể là hơn 10 ngày ở những người bị nhiễm trùng sâu.  Liều dùng cho ceftazidime tiêm tĩnh mạch là 2g 6 giờ ở người lớn (50 mg/kg đến 2g ở trẻ em dưới 15 tuổi). Liều dùng cho meropenem là 1g 8 giờ ở người lớn (25 mg/kg đến 1g ở trẻ em).  Kháng với ceftazidime, carbapenems và co-amoxiclav rất hiếm trong giai đoạn tăng cường nhưng hiệu quả hơn trong liệu pháp diệt trừ. Không có sự khác biệt giữa việc sử dụng cefoperazone / sulbactam hoặc ceftazidime để điều trị bệnh melioidosis vì cả hai đều cho thấy tỷ lệ tử vong tương tự và tiến triển bệnh tương tự sau khi điều trị. Đối với những người bị suy thận, nên giảm liều ceftazidime, meropenem và co-trimoxazole. Khi tình trạng lâm sàng được cải thiện, meropenem có thể được chuyển trở lại thành ceftazidime.

### Giai đoạn diệt trừ
Sau khi điều trị bệnh cấp tính, điều trị tiệt trừ (hoặc duy trì) bằng co-trimoxazole là thuốc được lựa chọn và nên được sử dụng trong ít nhất 3 tháng. Đối với những người bị bệnh melioidosis thần kinh và viêm tủy xương, nên dùng thuốc trong hơn 6 tháng. Co-amoxiclav và doxycycline là thuốc được lựa chọn thứ hai. Co-trimoxazole không nên được sử dụng ở những người bị thiếu hụt glucose-6-phosphate dehydrogenase vì nó có thể gây thiếu máu tán huyết. Các tác dụng phụ khác như phát ban, tăng kali máu, rối loạn chức năng thận và các triệu chứng tiêu hóa nên nhanh chóng giảm liều co-trimoxazole. Cloramphenicol không còn được ưu tiên trong việc chữa trị. Co-amoxiclav là thuốc thay thế cho bệnh nhân không thể dùng co-trimoxazole và doxycycline (ví dụ: phụ nữ mang thai và trẻ em dưới 12 tuổi), nhưng không hiệu quả và có tỷ lệ tái phát cao hơn.  Điều trị một tác nhân duy nhất bằng fluoroquinolone (ví dụ, ciprofloxacin)   hoặc doxycycline   cho giai đoạn duy trì là không hiệu quả.
Ở Úc, co-trimoxazole được sử dụng ở trẻ em và bà mẹ mang thai sau 12 tuần đầu tiên của thai kỳ. Trong khi đó, tại Thái Lan, co-amoxiclav là thuốc được lựa chọn cho trẻ em và phụ nữ mang thai. Tuy nhiên, B. pseudomallei có thể dễ dàng đạt được sức kháng thuốc khi sử dụng thuốc này. Phác đồ dùng thuốc cho co-trimoxazole (trimethoprim / sulfamethoxazole) trong giai đoạn tiệt trừ là 6/30 mg/kg, tối đa 240/1200 mg ở trẻ em, 240/1200 mg ở người lớn nặng từ 40 đến 60 kg và 320/1600 mg ở người lớn nặng hơn 60 kg, uống mỗi 12 giờ. Ở trẻ em, co-trimoxazole được dùng cùng với axit folic (0,1 mg / kg lên đến 5 mg ở trẻ em). Cũng có trường hợp melioidosis được điều trị thành công bằng co-trimoxazole trong 3 tháng mà không cần điều trị tích cực với điều kiện chỉ có các biểu hiện ngoài da mà không có sự tham gia của các cơ quan nội tạng hoặc nhiễm trùng huyết.  Kháng với cotrimoxazole khá hiếm ở Úc.

### Điều trị phẫu thuật
Dẫn lưu phẫu thuật được chỉ định cho áp xe đơn, lớn ở gan, cơ và tuyến tiền liệt. Tuy nhiên, đối với nhiều áp xe ở gan, lách và thận, dẫn lưu phẫu thuật có thể không áp dụng được hoặc không cần thiết. Đối với viêm khớp nhiễm trùng, cần phải rửa và cắt bỏ khớp. Phẫu thuật mảnh vỡ là cần thiết. Đối với những người bị phình động mạch cơ, cần phải phẫu thuật khẩn cấp để ghép mạch máu giả. Điều trị suốt đời với co-trimoxazole là cần thiết cho những người có mạch máu giả. Áp xe khác ít khi phải dẫn lưu vì phần lớn trong số đó có thể giải quyết bằng điều trị bằng kháng sinh. Ở Úc, áp xe tuyến tiền liệt có thể yêu cầu chụp ảnh và dẫn lưu thường quy.

### Khác
Các liệu pháp điều trị miễn dịch như yếu tố kích thích khuẩn lạc bạch cầu hạt, Interleukin 7 và chống PDI (sự chết theo chương trình của tế bào) có thể hữu ích trong điều trị melioidosis đặc biệt đối với những người bị sốc nhiễm trùng, do các loại thuốc này có thể giúp tăng cường chức năng miễn dịch của cơ thể con người chống lại vi khuẩn.

## Tiên lượng
Ở những nơi có nguồn lực y tế tốt, nơi bệnh có thể được phát hiện và điều trị sớm, nguy cơ tử vong là 10%. Ở những nơi nghèo tài nguyên, nguy cơ tử vong do căn bệnh này là hơn 40%.
Đối với những người điều trị không dứt điểm, hiện tượng tái phát bệnh có thể xảy ra. Trường hợp này nên nhập viện và tiêm kháng sinh tĩnh mạch. Đối với những người đã điều trị thành công, tái phát cũng có thể xảy ra do tái nhiễm hoặc nhiễm melioidosis mới. Với các liệu pháp tốt hơn, tỷ lệ tái phát đã giảm từ 10% xuống 5%. Nhiễm trùng mới phổ biến hơn so với tái phát. Các yếu tố nguy cơ của tái phát bao gồm mức độ nghiêm trọng của bệnh (bệnh nhân cấy máu dương tính hoặc bệnh đa tiêu có nguy cơ tái phát cao hơn), lựa chọn kháng sinh để điều trị tiệt trừ (liệu pháp đơn trị liệu doxycycline và điều trị bằng fluoroquinolone không hiệu quả) điều trị tiệt trừ dưới 8 tuần.
Các bệnh có sẵn như đái tháo đường, bệnh thận mãn tính và ung thư có thể làm giảm khả năng phục hồi sau khi bị nhiễm trùng. Biến chứng nặng nhất của bệnh melioidosis là viêm não. Bệnh có thể gây ra liệt tứ chi (yếu cơ ở tất cả các chi), paraparesis mềm một phần (yếu cơ ở cả hai chân) hoặc tụt chân. Đối với những người bị nhiễm trùng xương và khớp liên quan đến melioidosis trước đó, các biến chứng như nhiễm trùng xoang, biến dạng xương và khớp với phạm vi chuyển động hạn chế có thể xảy ra. Viêm parot cấp tính ở trẻ em có thể phức tạp với liệt dây thần kinh mặt. Viêm parot cấp tính tương đối phổ biến ở Thái Lan, nhưng chỉ được phát hiện một lần ở Úc.

## Khả năng chiến tranh sinh học
Bệnh melioidosis đã được nghiên cứu kĩ vì nó có tiềm năng được phát triển thành vũ khí sinh học. Bệnh đã được Trung tâm kiểm soát dịch bệnh Hoa Kỳ phân loại B, cấp 1. Một loại vi khuẩn tương tự khác, Burkholderia mallei đã được người Đức sử dụng trong Thế chiến I để lây nhiễm gia súc được vận chuyển đến các nước Đồng minh.  Việc cố tình lây nhiễm tù nhân chiến tranh và động vật của con người sử dụng B. mallei đã được người Nhật tiến hành ở Bình Phòng của Trung Quốc trong Thế chiến II. Liên Xô đã sử dụng B. mallei trong Chiến tranh Afghanistan của Liên Xô năm 1982 và 1984.  B. pseudomallei, cũng như B. mallei, đã được nghiên cứu bởi cả Mỹ  và Liên Xô như một tác nhân chiến tranh sinh học tiềm năng, nhưng chưa bao giờ làm vũ khí. Các quốc gia khác như Iran, Iraq, Bắc Triều Tiên và Syria có thể đã nghiên cứu các thuộc tính của B. pseudomallei cho vũ khí sinh học. Các vi khuẩn luôn có sẵn trong môi trường và có thể sản xuất hiệu quả. Vi khuẩn cũng có thể được aerosol hóa và truyền qua đường hô hấp. Tuy nhiên, B. pseudomallei chưa bao giờ được sử dụng trong chiến tranh sinh học.

## Dịch tễ học
Melioidosis là một căn bệnh được đánh giá thấp, vẫn còn lưu hành ở các nước đang phát triển. Năm 2015, Hiệp hội Melioidosis quốc tế được thành lập để nâng cao nhận thức về căn bệnh này. Kể từ năm 2018, bệnh melioidosis không nằm trong danh sách các bệnh nhiệt đới bị bỏ quên của WHO. Bệnh melioidosis là đặc hữu ở các vùng Đông Nam Á (bao gồm Thái Lan, Lào, Singapore, Brunei, Malaysia, Miến Điện và Việt Nam), Trung Quốc, Đài Loan  và miền bắc Australia. Lũ lụt có thể làm gia tăng mức độ gây bệnh, bao gồm cả lũ lụt ở miền trung Australia. Nhiều trường hợp bệnh cũng được ghi nhận ở Hồng Kông, Brunei, Ấn Độ, và một số ít ở Trung và Nam Mỹ, Trung Đông, Thái Bình Dương và một số nước châu Phi. Bệnh rõ ràng có liên quan đến sự tăng lượng mưa, với số lượng (và mức độ nghiêm trọng) của các ca bệnh tăng khi lượng mưa tăng.
Melioidosis được tìm thấy trong tất cả các nhóm tuổi. Đối với Úc và Thái Lan, độ tuổi trung bình của nhiễm trùng là 50 tuổi; 5 đến 10% bệnh nhân dưới 15 tuổi.  Yếu tố nguy cơ quan trọng nhất để phát triển bệnh melioidosis là đái tháo đường, tiếp đến là sử dụng rượu độc hại, bệnh thận mãn tính và bệnh phổi mãn tính.  Hơn 50% số người mắc bệnh melioidosis mắc bệnh tiểu đường; Bệnh nhân tiểu đường có nguy cơ mắc bệnh melioidosis cao hơn gấp 12 lần. Bệnh tiểu đường làm giảm khả năng của đại thực bào để chống lại vi khuẩn và giảm khả năng sản xuất kháng thể T. Sự giải phóng quá mức yếu tố hoại tử khối u alpha và Interleukin 12 bởi các tế bào đơn nhân gây ra nguy cơ sốc nhiễm trùng cao hơn. Thuốc trị tiểu đường glibenclamide cũng có thể làm giảm phản ứng viêm của bạch cầu đơn nhân.  Các yếu tố nguy cơ khác bao gồm thalassemia, nghề nghiệp (ví dụ: nông dân trồng lúa), xơ nang, tiếp xúc với đất, nước, là nam giới, tuổi> 45, và sử dụng steroid / ức chế miễn dịch kéo dài.  Tuy nhiên, 8% trẻ em và 20% người lớn bị melioidosis không có yếu tố nguy cơ.  Nhiễm HIV không dẫn đến bệnh melioidosis. Các trường hợp trẻ sơ sinh đã được báo cáo có thể do lây truyền từ mẹ sang con, nhiễm trùng mắc phải trong cộng đồng hoặc nhiễm trùng liên quan đến chăm sóc sức khỏe.  Những người khỏe mạnh cũng có thể bị nhiễm B. pseudomallei. Ví dụ, 25% trẻ em ở trong khu vực bệnh bắt đầu sản xuất các kháng thể chống lại B. pseudomallei trong từ 6 tháng đến 4 năm, cho thấy họ được tiếp xúc với vi khuẩn theo thời gian này. Điều này có nghĩa là nhiều người không có triệu chứng sẽ có kết quả dương tính trong xét nghiệm huyết thanh học ở các khu vực lưu hành. Tại Thái Lan, tỷ lệ huyết thanh dương vượt quá 50%, trong khi đối với Úc, tỷ lệ huyết thanh dương chỉ là 5%.
Mặc dù chỉ có một trường hợp mắc bệnh melioidosis đã được báo cáo ở Bangladesh, ít nhất năm trường hợp đã được du nhập vào Vương quốc Anh từ quốc gia này. Nhiều báo cáo đã chỉ ra rằng B. pseudomallei đã được phân lập từ đất ở Bangladesh, nhưng điều này vẫn cần được xác minh một cách khoa học. Điều này cho thấy rằng melioidosis là đặc hữu của Bangladesh và một vấn đề về chẩn đoán thấp hoặc báo cáo dưới mức tồn tại ở đó. Có thể là do thiếu các cơ sở thí nghiệm tiên tiến ở các vùng nông thôn bị ảnh hưởng. Tần số cao của các mẫu đất nghi ngờ có B. pseudomallei đã được tìm thấy ở phía đông Saravan ở vùng nông thôn Lào ở xa sông Mê Kông, được các nhà điều tra công bố có mật độ vi khuẩn trung bình cao nhất trên thế giới (khoảng 464 (25-10.850 CFU / g đất). Tại Hoa Kỳ, hai trường hợp lịch sử (1950 và 1971) và ba trường hợp gần đây (2010, 2011, 2013) đã được ghi nhận trong số những người không đi du lịch nước ngoài. Mặc dù đã điều tra mở rộng, nguồn gốc của melioidosis vẫn chưa được xác nhận. Việc nhập khẩu các sản phẩm cây thuốc hoặc các loài bò sát kỳ lạ có thể dẫn đến sự xuất hiện của bệnh melioidosis ở Hoa Kỳ.
Một mô hình thống kê chỉ ra rằng tỷ lệ mắc bệnh sẽ là 165.000 trường hợp mỗi năm trong năm 2016 (độ tin cậy 95%, 68.000 đến 412.000), với 138.000 trường hợp xảy ra ở Đông và Nam Á và Thái Bình Dương. Một nửa số trường hợp mắc bệnh (54% hoặc 89.000) đã chết. Đông Bắc Thái Lan có tỷ lệ mắc bệnh melioidosis cao nhất được ghi nhận trên thế giới (tỷ lệ mắc trung bình là 12,7 trường hợp trên 100.000 người mỗi năm). Ở Đông Bắc Thái Lan, 80% trẻ em dương tính với kháng thể chống lại B. pseudomallei khi 4 tuổi; các số liệu thấp hơn ở các nơi khác trên thế giới. Báo cáo dưới mức sự thật là vấn đề phổ biến vì chỉ có 1.300 trường hợp được báo cáo trên toàn thế giới kể từ năm 2010, ít hơn 1% tỷ lệ dự kiến dựa trên mô hình.  Thiếu khả năng chẩn đoán trong phòng thí nghiệm và thiếu nhận thức về bệnh giữa các nhà cung cấp dịch vụ chăm sóc sức khỏe cũng gây ra chẩn đoán sai. Ngay cả khi nuôi cấy vi khuẩn dương tính với B. pesudomallei, chúng có thể bị loại bỏ giống như một chất gây ô nhiễm, đặc biệt là trong các phòng thí nghiệm ở các khu vực không lưu hành bệnh.

## Lịch sử
Nhà nghiên cứu bệnh học Alfred Whitmore và trợ lý của ông, ông Krishnaswami, lần đầu tiên báo cáo bệnh melioidosis giữa những người ăn xin và người nghiện morphine khi khám nghiệm tử thi ở Rangoon, Myanmar ngày nay, trong một báo cáo được xuất bản năm 1912. Arthur Conan Doyle có thể đã đọc báo cáo năm 1912 trước khi viết một câu chuyện ngắn liên quan đến căn bệnh nhiệt đới hư cấu "Cơn sốt Tapanuli" trong một cuộc phiêu lưu của Sherlock Holmes. Trong câu chuyện "Thám tử Dying", Holmes đã nhận được một chiếc hộp được chuẩn bị để tiêm cho nạn nhân với "Cơn sốt Tapanuli" khi mở. "Cơn sốt Tapanuli" được nhiều người nghĩ là đại diện cho bệnh melioidosis. Thuật ngữ melioidosis của người Hồi giáo được đặt ra lần đầu tiên vào năm 1921. Nó được phân biệt với một bệnh ở người và động vật giống nhau về triệu chứng, nhưng gây ra bởi các vi sinh vật khác nhau. B. pseudomallei, còn được gọi là trực khuẩn Whitmore, được xác định vào năm 1917 tại Kuala Lumpur. Trường hợp đầu tiên của con người bị bệnh melioidosis được báo cáo ở Sri Lanka vào năm 1927.  Năm 1932, 83 trường hợp đã được báo cáo ở Nam và Đông Nam Á với tỷ lệ tử vong 98%.  Năm 1936, trường hợp động vật (cừu) đầu tiên của bệnh melioidosis đã được báo cáo ở Madagascar, Nam Phi.  Năm 1937, đất và nước được xác định là môi trường sống của B. pseudomallei.  Trong chiến tranh Việt Nam từ năm 1967 đến năm 1973, 343 binh sĩ Mỹ đã được báo cáo mắc bệnh melioidosis, với khoảng 50 trường hợp lây truyền qua đường hô hấp.  Một đợt bùng phát bệnh melioidosis tại Sở thú Paris vào những năm 1970 (được gọi là L'affaire du jardin des plantes) được cho là có nguồn gốc từ một con gấu trúc hoặc ngựa nhập khẩu từ Iran. Bằng chứng đầu tiên về B. pseudomallei (trong đất) ở Brazil đã được báo cáo vào năm 1983.
Trước năm 1989, phương pháp điều trị tiêu chuẩn cho bệnh melioidosis cấp tính là phối hợp ba loại thuốc gồm chloramphenicol, co-trimoxazole và doxycycline, với tỷ lệ tử vong là 80% và không còn được sử dụng trừ khi không có lựa chọn thay thế nào khác. Cả ba loại thuốc này đều có tác dụng kìm khuẩn (ngăn chặn vi khuẩn phát triển, nhưng không tiêu diệt được) và tác dụng của co-trimoxazole kháng với cả chloramphenicol và doxycycline. Aerosolised B. pseudomallei lần đầu tiên được phân lập vào năm 1989. Trong cùng năm đó, Ceftazidime đã được chứng minh làm giảm nguy cơ tử vong do bệnh melioidosis từ 74% xuống còn 37%.  B. pseudomallei trước đây được phân loại là một phần của chi Pseudomonas; cho đến năm 1992.  Năm 1992, mầm bệnh được đặt tên chính thức là B. pseudomallei.  Tên melioidosis có nguồn gốc từ tiếng Hy Lạp melis (μηλις) có nghĩa là "một kẻ lừa đảo" với hậu tố -oid có nghĩa là "tương tự" và -osis có nghĩa là "một điều kiện", nghĩa là một điều kiện tương tự. Năm 2002, B. pseudomallei được phân loại là "tác nhân loại B". Một loại vắc-xin giảm động lực được phát triển trên chuột trong cùng năm đó. Năm 2003, việc nghiên cứu chuyên sâu cho B. pseudomallei đã được thực hiện. Vào năm 2012, B pseudomallei đã được Trung tâm kiểm soát dịch bệnh Hoa Kỳ xếp vào loại "tác nhân cấp 1". Năm 2014, co-trimoxazole được công bố như một liệu pháp diệt trừ. Năm 2015, DNA của B. pseudomallei đã được phát hiện trong không khí được lọc bằng phương pháp PCR định lượng.  Năm 2016, một mô hình thống kê đã được phát triển để dự đoán sự xuất hiện của bệnh melioidosis toàn cầu mỗi năm. Năm 2017, bộ gen đã cho thấy Úc là nguồn dự trữ sớm cho bệnh melioidosis.

## Từ đồng nghĩa
- Pseudoglanders [98]
- Bệnh Whitmore (đặt tên theo Đại úy Alfred Whitmore, người đầu tiên mô tả căn bệnh này) [4]
- Bệnh làm vườn Nightcliff (Nightcliff là một vùng ngoại ô của Darwin, Úc, nơi bệnh melioidosis là đặc hữu) [99]
- Bệnh đồng ruộng [100]
- Nhiễm trùng huyết Morphia [101]